# Jude Thaddeus Okolo
Jude Thaddeus Okolo KC*HS (* 18. prosince 1956 Kano, Nigérie) je prelát katolické církve, který od roku 1990 působí v diplomatických službách Svatého stolce. Od roku 2008 je arcibiskupem a zastával funkci apoštolského nuncia v několika zemích. Od roku 2022 je apoštolským nunciem v České republice. Ve funkci apoštolského nuncia v ČR nahradil amerického arcibiskupa Charlese Balva.
Kromě rodné igboštiny (a hauštiny, která je jazykem oblasti, ze které pochází) hovoří Okolo plynně anglicky, francouzsky, italsky, španělsky, německy a také česky.

## Život
Jude Thaddeus Okolo se narodil 18. prosince 1956 v Kanu v Nigérii. Na kněze byl vysvěcen arcibiskupem Francisem Arinzem 2. července 1983. Byl přidělen k římské kurii, kde v letech 1984–1986 pracoval v oblasti mezináboženského dialogu. Poté absolvoval postgraduální studium v Římě a získal doktorát z kanonického práva a diplom z diplomatických studií.
Do diplomatických služeb Svatého stolce vstoupil v roce 1990 a působil na diplomatických misích a nunciaturách na Srí Lance, Haiti, Antilských ostrovech a dalších karibských ostrovních státech, ve Švýcarsku, České republice a Austrálii.
Dne 2. srpna 2008 jej papež Benedikt XVI. jmenoval titulárním arcibiskupem novickým a apoštolským nunciem ve Středoafrické republice a Čadu. Biskupské svěcení přijal z rukou kardinála Francise Arinzeho 27. září 2008.
Papež František ho 7. října 2013 jmenoval apoštolským nunciem v Dominikánské republice a apoštolským delegátem v Portoriku.
Dne 13. května 2017 jej papež František jmenoval apoštolským nunciem v Irsku. Tam se v roce 2018 stal členem Řádu Božího hrobu jako komtur s hvězdou.

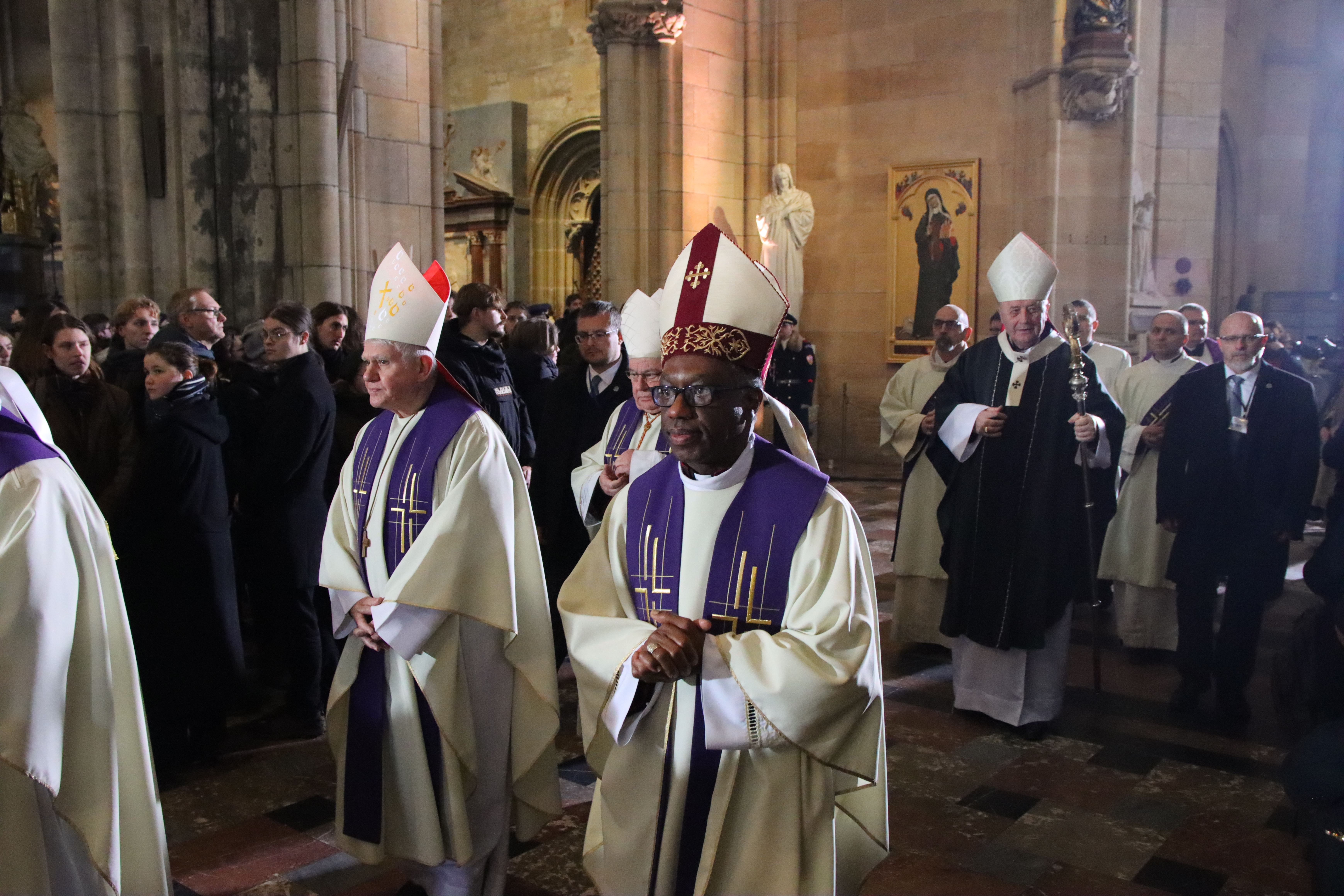
Okolo během rekviem za oběti střelby na FFUK v prosinci 2023

Dne 1. května 2022 ho papež František jmenoval apoštolským nunciem v České republice.
V sobotu 2. září 2023 uvedl apoštolský nuncius Jude Thaddeus Okolo, spolu s královéhradeckým biskupem Janem Vokálem, do života církve přesnou kopii Capelinhy pro střední a východní Evropu  v Českomoravské Fatimě v Koclířově.
Dne 25. dubna 2025 kázal při rekviem za papeže Františka ve Svatovítské katedrále.